# RPGツクール2000
『RPGツクール2000』（アールピージーツクールにせん）は、株式会社アスキーから発売されたRPG制作ソフト。廉価版として『RPGツクール2000 VALUE!』および『RPGツクール2000 VALUE!+』も発売されている。 

## 概要
画面解像度は『RPGツクール95』の640*480(VGA)から、320*240(QVGA)に縮小され、またゲーム実行中はマウスが扱えなくなった。また素材は画像一枚につき最大256色のパレットしか扱えないが、同時発色数はハイカラー（65536色）以上となったため、異なるパレットを持つ画像を無制限に組み合わせられるようになった。一度に複数の『ツクール2000』を開くことはできないが、コピーされた内容はゲームディスクを一旦閉じて別の作品を開いた際にも残るため、「戦闘アニメ」（魔法陣エフェクト）を他の作品にコピーできるようになっている。
さらに変数の概念が追加されたことにより、フラグ機能として以前から搭載されていた「スイッチ」と使い分けることで、複雑な分岐などの作成が非常に容易になった。スイッチ・変数の数はそれぞれ最大5000個まで自由に拡張が可能である。戦闘イベントを用いることによって、戦闘中での会話や敵のHP調整を行うことによって敵のHPを9999以上にしたり、HPを0にする以外で敵のフェードアウトを自作することも可能になった。
変数コマンドなどの搭載によってイベントの表現の幅が大きく広がり、従来のイベントでは到底作成できなかった複雑なシステムをイベントだけで実現できるようになった。これにより、既存の戦闘シーンを使わずに、全てイベントコマンドで組み上げた「自作戦闘」や、RPGに留まらないアクション要素のあるゲームを作成するユーザーもあらわれた。後の作品と比べるとデータベース上の制約をはじめさまざまな制約があったものの、操作性や機能の豊富さ、取っ付き易さなど高い人気を得た。発売から10年以上経った現在でも愛用しているユーザーは少なく無く、Web上で対応素材の配布がなお継続されている。
2001年3月には『RPGツクール2000ハンドブック』（ISBN 978-4-7577-0172-4）が刊行されており、サンプルゲームとして『いけいけダンジョン』『アクションRPG』『悪魔の塔』が付属していた。なお収録されていた素材はVALUE!+版にも収録されたが、サンプルゲームは付属していない。
初回出荷版には特典として複数の声優による「ボイスデータCD」が同梱されていた。Value!版はWindows Vistaおよび7に対応しており、またValue!+版はWindows 8にも対応している。ツクールWebでは「30日間無料体験版」が公開されている。

### ランタイムパッケージ
『RPGツクール2000』は、PC版RPGツクールで初めて「ランタイムパッケージ」（以下、「RTP」と記載）が採用された作品でもある。RTPは本作の本体に含まれているため本作のユーザーが改めて導入する必要はないが、本作がインストールされていない環境で作品をプレイするには、あらかじめRTPを導入する必要がある。しかし、標準的な素材がすべてRTPに含まれたことにより、多くの作品はファイルサイズが大幅に軽減されている。これはウェブ上での配布を考慮したものである。また、作品のインストーラにRTPを含めることも可能となっている。

### ゲームアツマールへの対応
2021年5月3日に、ツクール作品投稿プラットフォームであるゲームアツマールに、RPGツクール2003とともに対応した。厳密にはeasyRPGを介した対応となる。

## RPGツクール2000 VALUE!
株式会社エンターブレインから発売されているソフト。基本的には『RPGツクール2000』の廉価版で、仕様が多少、追加・変更されたものである。そしてインターネットコンテストパークの受賞作など32本が作品集として収録されている。なお、開発はエンターブレインに移行しており、従来の『RPGツクール2000』とは、以下のような相違点がある。
- BGMとしてMP3ファイルが扱えるようになった。また、ADPCMで圧縮されたWAVファイルが使用可能に。
- ピクチャーの同時表示数が20枚から50枚に増えた。
- Shiftキーが扱えるようになった。
- 敵キャラクターのHPが99999まで設定できるようになった。
- データベースの各項目の最大値が増えた。
- バトルイベントに設定可能な項目が増えた。
- 戦闘アニメはピクチャーよりも上に表示されるようになった。
- Windows 95は動作保証対象外となった。

なお、従来の『RPGツクール2000』でも、無償のアップデータ（V1.50以降）をダウンロードし適用することによって、『VALUE!』と同等の機能が追加される。

## RPGツクール2000 VALUE!+
株式会社エンターブレインから、2012年9月27日に発売されたソフト。『RPGツクール2000』の再廉価版となり、ユーザー登録はオンライン形式に変更され後述する「ハンドブック」の素材が追加収録される。『RPGツクールXP』の再廉価版『RPGツクールVX』の廉価版＋和素材セットと同時発売。
また、Windows 8の一般販売に先駆けて同OSに対応。機能などの変更については特に発表されていない。2012年10月現在で発売されているのはこちらのみ。Windows XP以前のOSは全て、動作保証対象外となった。また、Ver1.52のアップデータも用意されているがアップデートを行わなくてもWindows 7・8でも正常に動作する。

## サンプルゲーム
『花嫁の冠』以外のサンプルゲームはゲームフォルダ内にある素材を自由に使用することができる。
花嫁の冠
主人公カインはコープ村に住む青年。親友のマイケルはフローラと恋仲になってしまうが村の掟で恋愛は許されておらず、カインは親友のマイケルのために掟を断ち切ろうと旅立つ。なお『RPGツクールVX』発売日にツクールシリーズの利用規約が変更され、『花嫁の冠』の音楽・音声や画像は転用できなくなった。
- シナリオ：新木伸
- キャラクターデザイン：佐嶋真実
- BGM：Xacs石川
- キャスト
  - マリオン：浅川悠
  - キサラ：今井由香
  - ユリア：冬馬由美
  - アネット：手塚ちはる
  - ロッカ：田村ゆかり
  - リリー：高野直子
  - 魔王：塩沢兼人
  - 女神：菅原祥子
  - 暗黒騎士：相田さやか
  - 暗黒魔道士：山田美穂
  - ネコ娘：釘宮理恵
  - マイケル：上田祐司
  - フローラ：堀江由衣
  - イセリナ：徳永愛
  - フリント：鈴村健一
  - ゴリガン：長嶝高士
  - ドラゴン：飯塚昭三
- 余談
  - シナリオを担当した新木伸により本作の前日譚『薪割りスローライフをはじめますか？［はい／いいえ］』及び、本作の登場人物の子孫の活躍を描いた『GEΦグッドイーター』が執筆されている。

Abyss-Diver#0（アビスダイバー#0）
製作者は『KNight-Blade』や『Bite a Cat!』（いずれもインターネットコンテストパーク金賞受賞作）の作者である重歳謙治（水車蹴り）。西暦が用いられなくなった遥か遠い未来の地球が舞台。500億を超える人間のために、「アビス」と呼ばれる地下居住コロニーを得体の知れない怪物やロボットから奪還するのがアビスダイバーの仕事。主人公ヴェルナーは、目が不自由な妹のためにアビスに行ったまま戻って来ない友人のアレックスを捜すためにアビスダイバーになり、遥か地下世界で戦う。
作者のサイトにて本作の後日談や、本編を別の視点で描いた小説を読むことができる（いわゆる二次創作だが、作者公認の上で公開されている）。また、設定資料やパロディ漫画も公開されている。
エンディング後に次回作『Abyss-Diver#1』のタイトルが表示されるが、それは後に『RPGツクールVX』で製作された。
海賊
主人公クレスは、海賊となるべく自分の村から旅立つ。船を手に入れ、数々の事件を解決しつつ世界を行き来して悪の根源を断ち切るストーリー。オーソドックスなRPGとしてはボリュームがあるが、マップが異様に広く、明確な指標となるストーリーも乏しい為、地図を作りながらプレイする必要がある（ゲーム中でも推奨されている）。エンカウント率がかなり高い。エンディングは非常にシンプルなものではあるが、AVIファイルを使ったムービーが用意されている。
クイーン・クー
ヒロインのクーハルサ・イオンテは、実はサーリアと言う王女。城の外の世界で出会った人達と共に話し合い、モンスターを召喚して戦ったり、ギルド間で貿易をしたりするサンプルゲーム。ほぼ全て自作システムで構成されており、RPGと言うよりはシミュレーションゲームである。
III
製作者は『囚人へのペル・エム・フル』の八百谷真。危険思想犯として、理不尽な理由で投獄された主人公の青年、カレス・アクセリー。彼は外に出たいがあまり、幽体離脱ができる「ゴースト」という特殊な能力を身に付けるが、それと同じ能力を身に付けた者は自分だけでは無かった。
ゲーム自体は短いが、ゴーストという独特のシステムを用いた作品である。また、AVIファイルによるムービーも存在する。
蠢く闇の砦
異世界から来た主人公ユーリはヒロインのアーテルと共に、アーテルとはぐれた2人の仲間を捜すために屋敷の中を探索する。ゲーム画面はRPG風だが、実際はアドベンチャーゲーム的作品であり、主人公の行動次第で3つのエンディングに分岐する。
修道院
主人公アーガル・ストラッガードは、子供たちがいなくなった修道院で、剣と盾を手に取り得体の知れない者たちと戦っていく。ジャンルはアクションゲームに近く、ミニゲームも数種類用意されている。ミニゲームにバグがあったため、ハンドブックのCD-ROM内などに修正パッチが公開された。

## 著名作
- 盗人講座（2001年） - 自作ゲーム大年表[1]・もぐらゲームス[2]において言及
- Nepheshel（2002年） - 自作ゲーム大年表[1]・もぐらゲームス[2]において言及
- 夜明けの口笛吹き（2003年） - もぐらゲームス[3]・自作ゲーム大年表[1]において言及
- イストワール（2003年） - もぐらゲームス[3]・窓の杜[4]において言及
- Seraphic Blue（2004年） - もぐらゲームス[3]・自作ゲーム大年表[1]において言及
- シルフェイド幻想譚（2005年） - もぐらゲームス[5]・自作ゲーム大年表[1]において言及
- スーパーコロンバイン大虐殺RPG!（2005年）
- ドラえもん のび太のBIOHAZARD（2005年） - アドベンチャーゲームサイド[6]・自作ゲーム大年表[1]において言及
- Ruina 廃都の物語（2008年） - もぐらゲームス[3]・自作ゲーム大年表[1]において言及
- タオルケットをもう一度（2009年） - もぐらゲームス[3]・自作ゲーム大年表[1]において言及
- ふしぎの城のヘレン（2011年） - もぐらゲームス[3]・自作ゲーム大年表[1]において言及
- Ib（2012年）
- 大海原と大海原（英語版）（2013年）